# KELTY
KELTYは、アメリカ合衆国で生まれたアウトドアブランドである。KELTYのバックパックはナイロン製バックパック、S字カーブのアルミフレーム、ショルダーストラップ、ウエストベルトという共通の機構が特徴である。

## 概要
KELTYの創業者であるディック・ケルティは南カリフォルニアの自宅でバックパックの製作を始めた。木製の骨組に帆布を使用していた「パックボード」と呼ばれるバックパックをアルミパイプとナイロン布を使用し大幅に軽量化し改良、現在のフレームパックの原型「KELTY　A4」を作り上げた。現在のバックパックの機構にある、ウエストベルトの装備、テンションさせた背部など幾つかの基本概念は、50年以上前、ディック・ケルティ発明によるものである。現在はバックパック以外にもシュラフ、テント、キャンプファニチャーなどをリリースする総合アウトドアブランドとなっている。

## 歴史
- 1952年 - ディック・ケルティが初めて、販売用のバックパックを29個作成し24ドルで発売。
- 1954年 - バックパックの年間販売数が220に達する。
- 1956年 - 通信販売カタログの掲載をきっかけに売り上げが大幅に増加したことによりディック・ケルティが今までの仕事を辞め、バックパックの作成に専念。カリフォルニア州のグレンデールに初の小売店と工場をオープン。
- 1962年 - バージニア州のブルーバードにより大きなビルを建設。
- 1963年 - アメリカ隊によるエベレスト西稜ルート遠征に採用される。
- 1966年 - ナショナル・ジオグラフィックの南極遠征に採用される。
- 1968年 - KELTYの新しい工場がカリフォルニア州のサンバレーに移転。
- 1970年 - KELTYのザックを使用した当時18歳のバックパッカー、エリック・ライバックがメキシコ国境からカナダ国境まで4240㎞縦走するパシフィック・クレスト・トレイルのスルー・ハイキング（1シーズン以内の全踏破)に初めて成功する。
- 1971年 - KELTYがデイパックを2つのモデルで開発。
- 1975年 - KELTY初めて登山用の服を開発。
- 1987年 - 女性用の商品を発売。
- 2002年 - 創業から50周年を迎える。
- 2004年 - 創業者のディック・ケルティが死去

## コラボレーション
日本において、KELTYは数多くの有名ブランドコラボレーションし、商品を発売している。
以下、今までのコラボレーション発売したブランド。
- KELTY×BEAMS
- KELTY×LOSTHILLS
- KELTY×HOLLYWOOD RANCH MARKET